# Sangatsu no Lion
Sangatsu no Lion (яп. 3月のライオン сангацу но район, также March Lion, March Comes in Like a Lion или 3gatsu no Lion; «Мартовский лев») — манга японского автора Тики Умино, известной благодаря Honey and Clover. Начала выходить в сэйнэн-журнале издательства Hakusensha Young Animal с июля 2007 года. Рекламный ролик, объявляющий о появлении этой новой манги, транслировался по нескольким японским телеканалам, и также был представлен на официальном сайте Hakusensha. В 2009 году Sangatsu no Lion была номинирована на ежегодную премию Манга Тайсё, и выиграла её в 2011 году. В том же году Тика Умино была награждена премией манги издательства «Коданся» в категории «Общая». Всего в 14 томах манги 183 главы. 2 сезона аниме-адаптации покрывают мангу до 89 главы и 9 тома.

## Сюжет
Действие происходит в Токио. Главным героем является семнадцатилетний профессиональный игрок в сёги по имени Рэй Кирияма (яп. 桐山 零) (имя букв. «Ноль»), который живёт самостоятельно один в квартире в Токио. Его родители и младшая сестра погибли в автокатастрофе, после чего ребёнка принял на воспитание друг отца Кода, давший Рэю уроки сёги. Рэй живёт в Токио один, так как имеет очень натянутые отношения со своей приёмной семьёй, практически ни с кем не общается и не имеет друзей.  
Среди его знакомых, одна семья владеющая семейным бизнесом — кондитерской выпускающей японские традиционные сладости. Эта семья состоит из деда Сэйдзиро Кавамото и его внучек: Акари, Хината и Момо, которые также содержат несколько кошек. По мере развития сюжета, манга показывает взросление Рэя, как игрока и человека, в то же время развивая его отношения с другими людьми, особенно с сестрами Кавамото.